# Karima Baloch
Karima Baloch (født 8. marts 1983, død mellem 20. og 22. december 2020), også kendt som Karima Mehrab, var en pakistansk Baluch-menneskerettighedsaktivist og dissident. Hun kæmpede for Baluchistans uafhængighed fra Pakistan og blev medtaget på BBC's liste over 100 inspirerende og indflydelsesrige kvinder i 2016.

## Aktivistkarriere
Baloch startede sin karriere som menneskerettigheds- og uafhængighedsaktivist i 2005, da hun deltog i en protest i Turbat over tvungne forsvindinger i den pakistanske provins Baluchistan, hvor hun bar et billede af en af hendes forsvundne slægtninge. Hun sluttede sig til Baloch Students Organization (BSO) i 2006 og tjente i flere forskellige stillinger og blev til sidst organisationens formand i 2015. I løbet af disse år rejste Baloch over hele Baluchistan og organiserede opsøgende programmer som protester og demonstrationer. En OZY-artikel fra 2014 om hende siges: "I Islamabad, Pakistans hovedstad, ses Karima som en farlig politisk aktør og en trussel mod nationens sikkerhed. I mellemtiden er hun tusinde kilometer mod sydvest, dybt inde i Baluchistan, en lokal helt og et fyrtårn af håb."
I et interview i 2014 sagde hun, at:
"For os er fredelig kamp forvandlet til en dødelig gift. I løbet af de foregående tre år er mange af vores medlemmer blevet dræbt brutalt, og tusinder er blevet bortført. To måneder tilbage blev min organisations formand kidnappet lige foran mine øjne. Før det blev viceformanden for vores organisation Zakir Majeed i 2009 kidnappet af hemmelige tjenester, mens han deltog i et overfyldt optog. Han er stadig forsvundet. [...] løkken er strammet rundt om vores hals."

## Eksil fra Pakistan
I 2015 gik Baloch i selvvalgt eksil, efter at den pakistanske stat havde anlagt terroranklager mod hende, hvor hendes yngre søster Mahganj Baloch sagde, at "Hun rejste ikke til udlandet, fordi hun ville, men fordi ... åben aktivisme i Pakistan var blevet umuligt." Et år senere, i 2016, fik hun asyl i Canada, hvor hun boede indtil hendes forsvinden og død i december 2020. I 2016, efter den indiske premierminister Narendra Modis offentlige tale på Indiens uafhængighedsdag, hvor han nævnte situationen i den pakistanske Baluchistan, talte Baloch til ham i en video, hvor hun takkede ham for at nævne spørgsmålet og tilføjede "Vi vil kæmpe vores egen krig, du bare være vores stemme".
Baloch blev medtaget på 100 kvindeliste af BBC i 2016, hvor hun blev identificeret som en politisk aktivist, der "kæmper for uafhængighed for Baluchistan fra Pakistan". Baloch anførte Dad Shah og Hatun Bibi - begge etniske Baloch-oprørere, der kæmpede mod Iran i iranske Baluchistan - som de primære inspirationskilder bag hendes aktivisme. I 2018 rejste hun spørgsmål vedrørende kønsulighed i Pakistan i FN's menneskerettighedsråd. Hun rejste også spørgsmål relateret til Baluchistan i Canada, således under et møde i Toronto, hvor hun nævnte Pakistans "besættelse" af Baluchistan.

## Personligt liv og familie
Baloch havde to søskende, en broder ved navn Sameer Baloch og en søster ved navn Mahganj Baloch. Hun giftede sig med en baloch-aktivist, Hammal Baloch (også kendt som Hammal Haider), i Toronto. Flere medlemmer af hendes udvidede familie er blevet knyttet til Baluchistan-oprøret i Iran og Pakistan.

## Forsvinden og død
Baloch blev sidst set i live den 20. december 2020. Den 22. december 2020 blev hendes døde lig fundet i havnefronten nær Toronto centrum. Toronto Police Service rapporterede oprindeligt, at hendes lig blev fundet nær Lake Ontario, selvom der ikke blev givet yderligere detaljer. CBC News rapporterede, at en nær ven og en anden Baloch-aktivist, Lateef Johar, sagde, at "myndigheder havde fortalt hendes familie, at hun blev fundet druknet i vandet". Mindre protester, der krævede en efterforskning af hendes død, fandt sted i pakistanske Baluchistan og Canada. Etniske minoritetsgrupper af Baloch, Pashtun og Sindhi i Canada udsendte en fælles erklæring i denne henseende. Canadisk politi anerkendte bekymringerne omkring Balochs død, men erklærede, at de ikke havde fundet noget bevis på ond handlemåde og konkluderede, at hendes død var "ikke-kriminel". Chris Alexander, den tidligere canadiske minister for indvandring, flygtninge og statsborgerskab, udtalte i et tweet: "Alle vi, der kendte Karima, ser omstændighederne ved hendes død som dybt mistænkelige. Vi må ikke lade nogen sten være uvendt i at afdække og konfrontere virkeligheden af skete med hende."